# Thuần Trinh Hiếu Hoàng hậu
Thuần Trinh Hiếu Hoàng hậu (chữ Hán: 純貞孝皇后; Hangul: 순정효황후; 19 tháng 9 năm 1894 - 3 tháng 2 năm 1966) là vợ thứ hai của Triều Tiên Thuần Tông, đồng thời bà cũng là Hoàng hậu cuối cùng trong lịch sử Triều Tiên và triều đại Đế quốc Đại Hàn.

## Cuộc đời

### Tiểu sử
Thuần Trinh Hiếu hoàng hậu họ Doãn, bổn quán Hải Bình Doãn thị (海平尹氏), là con gái của Hải Phong Phủ viện quân Doãn Trạch Vinh (海豐府院君尹澤榮) và Khánh Hưng Phủ phu nhân Kỷ Khê Du thị (慶興府夫人兪氏). Bà được sinh ra ở quận Dương Bình, Kinh Kỳ đạo.
Năm 1904, tháng 11, Hoàng thái tử phi Mẫn thị (sau được truy phong Thuần Minh phi, Thuần Tông lên ngôi truy phong thụy hiệu Thuần Minh Hoàng hậu), vợ chính thức đầu tiên của Thái tử Lý Chước qua đời sau khoảng thời gian đau yếu. Sau khi mãn tang, triều đình Đại Hàn quyết định bàn luận người mới đảm nhiệm danh vị Thái tử phi.
Sang tháng 3 năm 1906, bắt đầu cử hành lựa chọn tân Thái tử phi, năm đó Doãn thị 12 tuổi tham tuyển.
Quang Vũ năm thứ 10 (1906), ngày 4 tháng 7, tiến hành sơ tuyển chọn lựa. Sang ngày 22 tháng 9, quyết định chọn con gái của Doãn Trạch Vinh, con gái của Thẩm Chung Xán cùng con gái của Thành Kiện Hạo trúng tuyển. Sang ngày 31 tháng 12, chính thức cử hành Tam giản trạch (三揀擇), và Doãn thị cuối cùng được chọn ra trở thành Hoàng thái tử phi.
Sang năm sau (1907), ngày 24 tháng 1, Thái tử Lý Chước cùng Doãn thị cử hành lễ đại hôn tại An Quốc động Biệt cung (安國洞別宮). Cùng ngày, còn tổ chức lễ phong Phi ở Khánh Vận cung và nhận triều bái của bá quan. Như vậy, Doãn thị chính thức trở thành vợ kế của Thái tử Đại Hàn, bà được gọi là Đông Cung Kế phi (東宮繼妃). Bà kế phi lúc này mới 14 tuổi, nhỏ hơn chồng đến tận 20 tuổi, thậm chí cha bà Doãn Trạch Vinh còn nhỏ hơn chồng bà 2 tuổi.
Thực tế, việc Doãn thị trở thành Kế phi theo nhiều tài liệu đương thời, đều là nguyên nhân chính trị. Cha bà Doãn Trạch Vinh đã ngầm cùng phe với Khánh Thiện cung Thuần Hiến Hoàng quý phi Nghiêm thị, do cụ nội của Doãn phi là Doãn Dung Thiện vốn là tâm phúc đại thần của Nghiêm phi. Theo tư liệu của Thống Giám phủ (統監府) của Nhật Bản đặt tại Đại Hàn còn minh xác chỉ ra:
Doãn Trạch Vinh là cháu Doãn Dung Thiện, người gian nịnh, giao tế xảo diệu, thiện giải nhân ý. Tổ phụ hắn kết giao Khánh Thiện cung (tức Nghiêm phi), trước tham dự Thăng phi vận động, sau lại tham dự Thăng hậu vận động, pha vận mật kế, đạt được Nghiêm phi tín nhiệm. Sau, con gái của hắn (chỉ Thuần Trinh Hiếu hoàng hậu) được phong làm Hoàng hậu, thật thành với Nghiêm phi chủ trương, lấy thù này lao, thả ích thân mật này quan hệ.
Hơn nữa, vào thời điểm đó có nguồn tin đại chúng cho rằng cha của kế phi là Doãn Trạch Vinh vốn mắc một khoản nợ rất lớn, việc ông tham vọng đưa con gái vào làm kế phi cũng chỉ vì muốn có quan hệ mật thiết với vương thất. Thậm chí sau khi trở thành Phủ viện quân, ông cũng không trả lại số nợ đang mắc và số tiền ông tốn để con gái trở thành phi, mà dùng địa vị Phủ viện quân của mình để tận hưởng quyền lực và xa xỉ, vì thế nên nợ chồng thêm nợ. Do vậy, ông bị mỉa mai gọi là "Trái vụ Vương" (Chúa nợ nần) và bị những người chủ nợ sỉ nhục, khinh miệt. Doãn Trạch Vinh về sau phải sống lưu vong và qua đời tại Trung Quốc để trốn nợ. 

### Đại Hàn Hoàng hậu

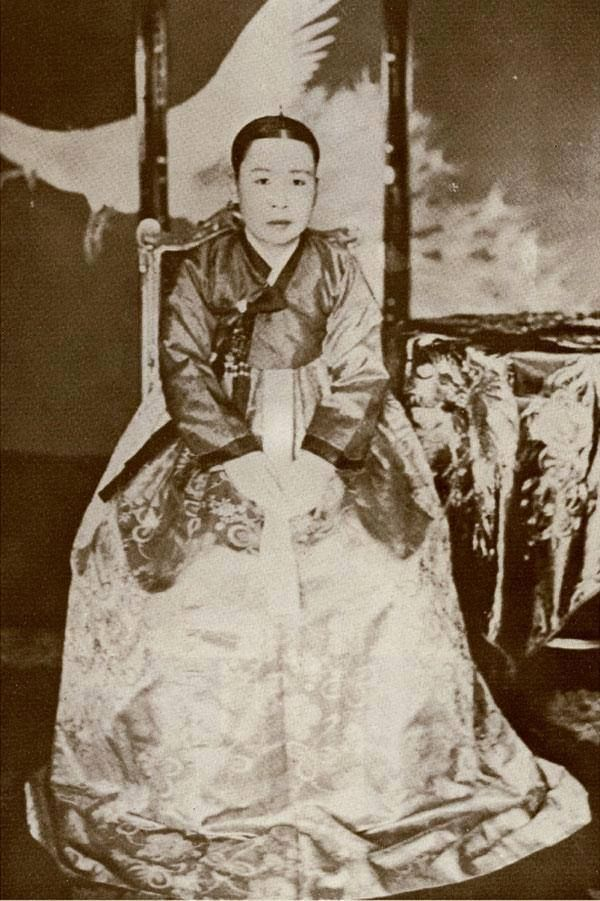
Thuần Trinh Hiếu hoàng hậu năm 1930.

Năm 1907, tháng 7, Triều Tiên Cao Tông bị người Nhật bức thoái vị lui về làm Thái thượng hoàng, chồng bà lên nối ngôi trở thành Hoàng đế, niên hiệu Long Hi, đồng thời truy tặng nguyên phi Mẫn thị làm “Thuần Minh Hoàng hậu” (純明皇后), sách lập kế phi Doãn thị trở thành Hoàng hậu của Đại Hàn Đế quốc. Sở dĩ bà được danh xưng Hoàng hậu thay vì Vương phi như những chánh thất của các vua Triều Tiên trước hay Vương hậu như Minh Thành Hoàng hậu lúc sinh thời, là vì Thuần Tông và Cao Tông lúc này đã xưng Hoàng đế, các vị vua trước chỉ xưng Vương. Bà kế thừa vị trí Trung điện từ Vương hậu Mẫn thị (tức Minh Thành Hoàng hậu), nhưng lại là người phụ nữ đầu tiên (và duy nhất) ở Hàn Quốc hưởng lễ nghi của một Hoàng hậu.
Dù quan hệ giữa đế hậu khá tốt, nhưng Long Hi Đế tuổi đã cao lại hay đau ốm, khó có khả năng sinh sản, nên Doãn hậu vì vậy không có sinh ra người kế thừa hay hậu duệ nào. Vào tháng 9 cùng năm, Long Hi nguyên niên, Hoàng đế sau khi lên ngôi khoảng 2 tháng đã cùng Thượng hoàng quyết định lập con trai của Nghiêm phi là Anh Thân vương Lý Ngân làm Hoàng thái tử, theo tiền lệ vua Cảnh Tông lập Anh Tổ khi trước. Tháng 11 năm đó, Doãn hậu cùng Long Hi Đế dời từ Khánh Vận cung sang Xương Đức cung, trú ở Đại Tạo điện (大造殿). Lúc này Hoàng đế và Hoàng hậu cư trú tại Xương Đức cung, còn Thái thượng hoàng đơn độc trú tại Khánh Vận cung (sau đổi gọi Đức Thọ cung)
Trong thời gian làm Hoàng hậu, bà chủ trương nữ học, còn thiết trí nữ trợ giảng, hạ chỉ chấn hưng học vấn của phụ nữ. Ngoài ra, theo Phụ nhân theo hầu của bà là Kim Minh Cát (김명길; 金明吉) viết trong hồi ký "Nhạc Thiện trai chủ biên", bà còn học tiếng Nhật, tiếng Anh hay học đánh đàn piano mỗi tuần một lần ở trong cung. Sáng sớm bà có thói quen uống cà phê và ăn bánh ngọt do ảnh hưởng từ cha chồng là vua Cao Tông, tận đến khi bà mất, chiếc máy nướng bánh mì và bình pha cà phê mà bà thường dùng những năm sau này được bồi táng trong quan tài của bà. Bà có một cuộc sống buồn thảm chán chường, do chồng mình không chuyên chuyện phòng the, nên chỉ có thể lấy việc học và giáo dục để tìm thú vui qua ngày. Tương truyền hơn 20 năm ở trong cung, bà chưa bao giờ bước ra khỏi cung điện nửa bước, cùng lắm là tản bộ hoa viên mà thôi. Chính thê của Thái tử Lý Ngân là Lý Phương Tử mô tả cuộc sống của bà không khác gì tù nhân.
Trái ngược với mẹ chồng mình là Minh Thành Hoàng hậu Mẫn thị và Thuần Hiến Hoàng quý phi Nghiêm thị, những tín đồ sùng bái Shaman giáo (Vu tục) và thường tổ chức các lễ cúng Vu giáo trong cung, ngài Thuần Trinh lại sùng bái Phật giáo và hạn chế Vu giáo trong cung. Vì lý do này, bà rất được đánh giá cao về đạo đức và phẩm hạnh của mình.
Năm 1910, ngày 22 tháng 8, Nhật Bản bắt ép Đại Hàn kí kết Hiệp ước Nhật–Hàn (Nhật - Hàn hợp tịnh; 日韓合併), chính thức đem bán đảo Triều Tiên trở thành thuộc địa của Nhật Bản, Đại Hàn Đế quốc chính thức diệt vong. Nghe nói, khi Long Hi Đế thương thảo chiếu thoái vị cùng Lý Hoàn Dụng, Doãn Đức Vinh (chú của Doãn hậu), Doãn hoàng hậu núp sau bình phong sau đó chạy ra, mạnh mẽ đem ngọc tỷ giấu đi và cất dưới váy mình, sau thúc phụ Đức Vinh của bà phải dùng vũ lực lấy lại. Tuy bản thân anh em Doãn Trạch Vinh và Doãn Đức Vinh đều là những kẻ tay sai thân Nhật, nhưng ngược lại, Doãn hậu cùng anh trai Doãn Hoằng Tiếp (尹弘燮) lại là những người một lòng yêu nước. Chính Doãn hậu là người cung cấp tiền tài trợ cho anh mình, qua đó chuyển đến cho Thân Dực Hy (申翼熙), mục đích giúp ông thành lập Chính phủ lâm thời Đại Hàn Dân Quốc và tổ chức Phong trào 1 tháng 3. 
Sau khi Đại Hàn diệt vong, hoàng thất Đại Hàn bị sáp nhập vào hoàng thất Nhật Bản, gọi là Lý Vương gia (李王家), Thái thượng hoàng đổi thành Đức Thọ cung Lý thái vương (德壽宮李太王), chồng bà đổi thành Xương Đức cung Lý vương (昌德宮李王), do đó bà được cải gọi thành Xương Đức cung Lý Vương phi (李王妃) hoặc gọi tắt là Doãn phi (尹妃).

### Cuối đời

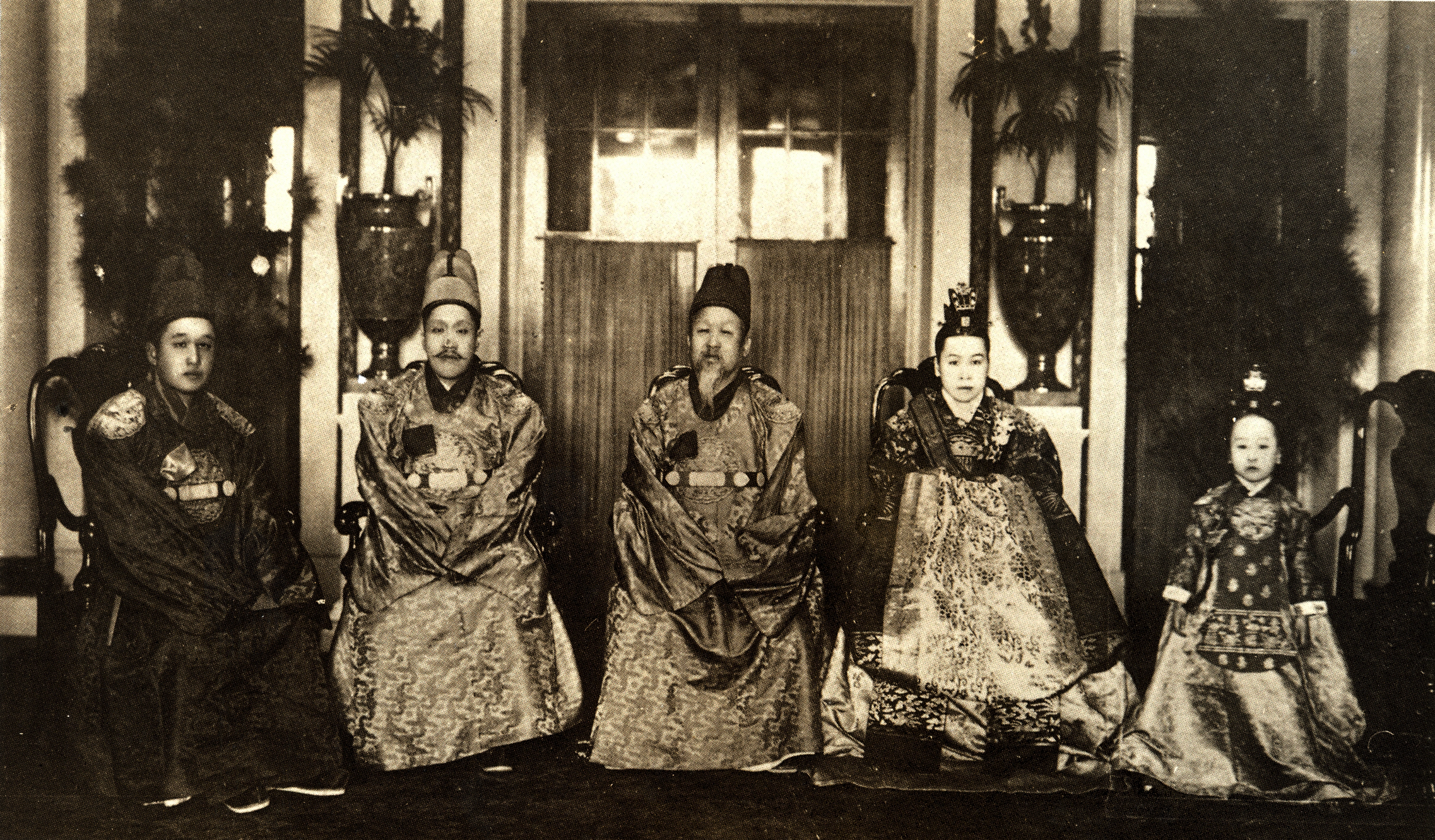
Ảnh chụp gia đình Đức Thọ cung Lý Thái vương năm 1918, Triều Tiên Cao Tông cùng người nhà chụp ảnh ở Đức Thọ cung, Đại Tạo điện, từ trái qua phải: Ý Mẫn Thái tử (Lý vương Thế tử), Thuần Tông (Lý Vương), Cao Tông (Lý Thái vương), Doãn hậu (Lý Vương phi) cùng Đức Huệ Ông chúa (Phúc Ninh đường A Chỉ thị).

Ngày 24 tháng 4 năm 1926, Thuần Tông qua đời không con thừa tự, thọ 52 tuổi. Doãn phi đau lòng túc trực bên linh cữu, không ăn không uống nhiều ngày. Lý vương Thế tử Lý Ngân kế vị thành Lý vương đời kế tiếp, Doãn phi trở thành Lý Vương Đại phi (李王大妃), giản xưng Đại phi. Sau đó, bà không chọn tiếp tục cư trú tại Đại Tạo điện (大造殿) mà chuyển đến Nhạc Thiện trai (樂善齋) bên trong Xương Đức cung, nhường Đại Tạo điện lại cho vợ chồng Lý Ngân. Bà trở thành Phật tử những năm cuối cuộc đời, pháp hiệu là Đại Trí Nguyệt (大智月), mỗi ngày đều đặn tụng kinh niệm Phật.
Năm 1945, Nhật Bản đầu hàng, Bán đảo Triều Tiên được khôi phục bởi chính quyền Lý Thừa Vãn, đối với cựu tộc họ Lý thập phần lãnh đạm, bà tiếp tục cuộc sống không mấy thoải mái ở Nhạc Thiện trai. Năm 1950, Chiến tranh Triều Tiên bùng nổ, Quân đội Nhân dân Triều Tiên đánh chiếm Seoul, tiếp cận Nhạc Thiện trai và Doãn Đại phi bị bắt lôi ra. Tương truyền, khi đứng trước lực lượng quân dân, Doãn Đại phi khi đó 57 tuổi đã quát tiếng nói: “Nơi này là quốc mẫu cư trú địa phương!”. Từ đó về sau, câu chuyện này trở thành giai thoại rất nổi tiếng ở Hàn Quốc. Khoảng 5 ngày sau, bà được phóng thích, nhưng Nhạc Thiện trai đã bị cướp bóc không còn thứ gì. Không còn nơi nào, bà được vợ kế của Hưng Thân vương là Hưng Thân vương kế phi Ly Châu Lý thị mời đến Vân Hiện cung (云峴宫), là tư gia của Hưng Tuyên Đại Viện Quân. Liên hiệp quốc quân đánh vào Seoul, bà lại theo người Mỹ đến Busan tị nạn. Đến năm 1952, bà lại về Nhạc Thiện trai.
Nhưng vào năm 1953, tổng thống Lý Thừa Vãn không muốn vương thất họ Lý sẽ chia sẻ quyền lực với mình, bèn ban bố Cựu vương thất tài sản xử trí pháp (舊王室財產處置法), Hàn Quốc chính phủ vì thế đem Xương Đức cung lẫn Nhạc Thiện trai quốc hữu hóa, xung vào quốc khố, lại ra sức chèn ép cựu vương thất, không công nhận thân phận gia tộc Toàn Châu Lý thị và cấm họ quay về cố quốc. Bản thân Doãn Đại phi lần nữa lại bị đuổi đi, bà được người quen đưa về trú ở Nhân Tu điện (仁修齋) trong Trinh Lăng (貞陵), là lăng của Thần Đức Vương hậu (Kế thất của Triều Tiên Thái Tổ), thuộc vùng ngoại ô của Seoul.

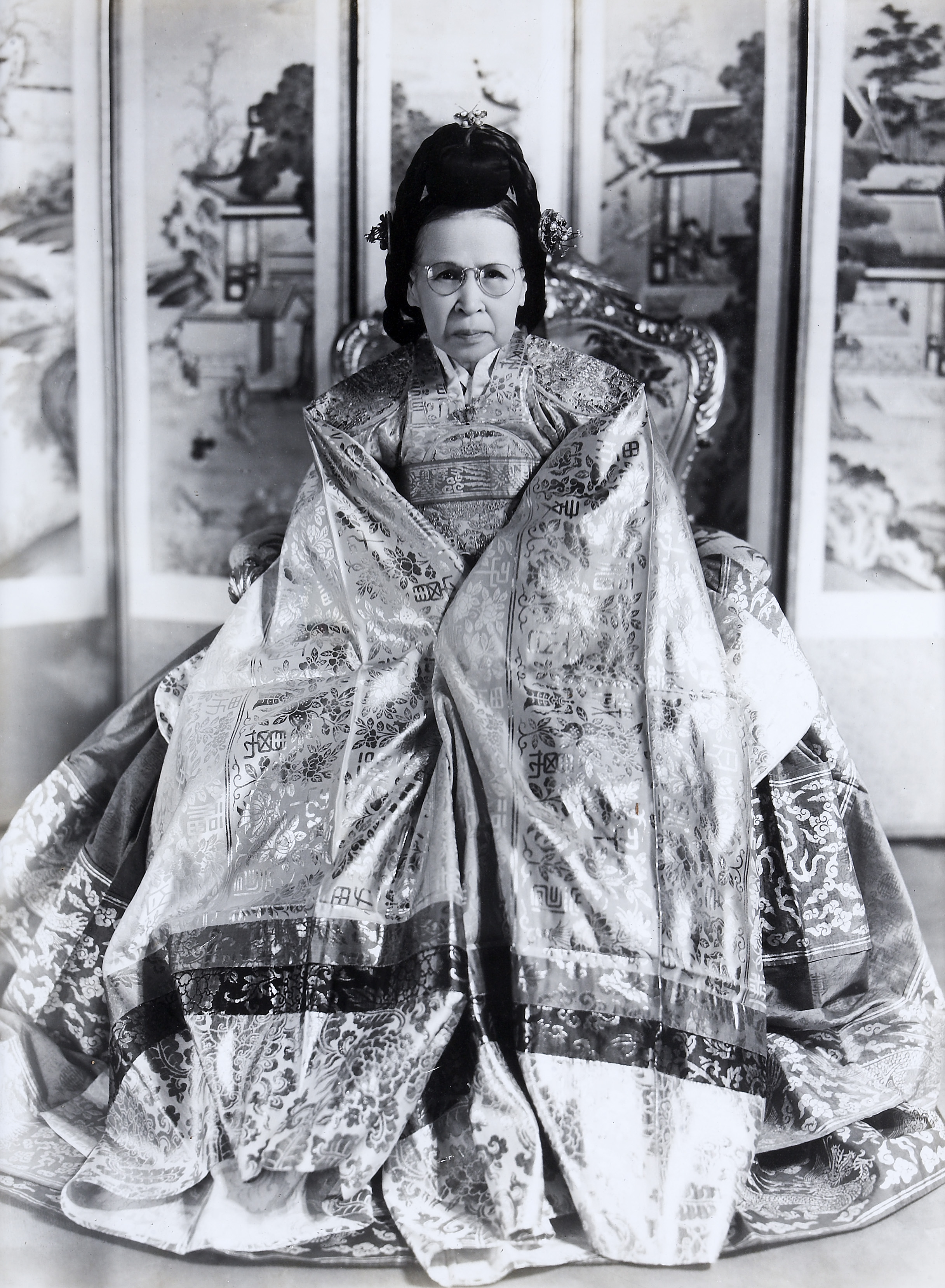
Thuần Trinh Hiếu Hoàng hậu những năm cuối đời.

Năm 1960, ngày 4 tháng 5, sau khi Lý Thừa Vãn bị hạ bệ và lưu vong ở Hawaii, Doãn Đại phi lần nữa được mời về Seoul và vào ở Nhạc Thiện trai. Thành viên Đảng Dân chủ của Hàn Quốc là Ngô Tại Cảnh (오재경) phát hiện quan viên chính quyền thu dụng lượng tài sản khổng lồ của cựu vương thất, rồi ngấm ngầm đem bán đổi ra tiền mặt để tiêu xài, sự việc khiến ông ghê tởm và quyết định đanh thép sửa chữa. Nhưng công việc đang tiến hành, thì văn phòng của ông bị hỏa hoạn, tài liệu vật chứng gần như bị hủy, ông biết có quá nhiều người muốn ém nhẹm nên đã từ chức.
Tài sản họ Lý bị quan chức thu mua chiếm dụng, nên Doãn Đại phi tuy là trưởng bối còn sống cao nhất của dòng tộc, cũng không thể làm gì khác. Ấn theo quy định đãi ngộ, mỗi tháng quốc ngân chi ra 500.000 WON để sinh hoạt. Về sau, Phác Chính Hi là một người có thiện cảm với cựu vương triều lên cầm quyền, cuộc sống của bà mới khá khẩm hơn một chút, bà được đưa về ở lại trong Nhạc Thiện trai thuộc Xương Đức cung và ở cùng em dâu Lý Phương Tử (trở về từ Nhật năm 1963), em chồng Đức Huệ Ông chúa (trở về từ Nhật năm 1962). Do không có con nên cả bà lẫn vua Thuần Tông quá cố đều rất yêu thương người em trai Anh Thân vương Lý Ngân và mong ông sớm có thể quay về Hàn Quốc, tuy nhiên cho đến ngày Lý Ngân trở về bà cũng không thể gặp mặt ông do lúc này ông đã rơi vào hôn mê.
Ngày 3 tháng 2, năm 1966, Doãn đại phi qua đời tại Tích Phúc hiên, ở trong Nhạc Thiện trai, Xương Đức cung do một cơn đau tim, thọ 72 tuổi. Bà được an táng cạnh Thuần Tông hoàng đế cùng nguyên phối Thuần Minh Hiếu Hoàng hậu tại Dụ Lăng (裕陵). Bà được Toàn Châu Lý thị đại đồng tông ước viện (全州李氏大同宗約院) dâng thụy hiệu đầy đủ là Hiến Nghi Từ Nhân Thuần Trinh Hiếu Hoàng hậu (獻儀慈仁純貞孝皇后), gọi ngắn là Thuần Trinh Hiếu Hoàng hậu (純貞孝皇后).

## Danh hiệu
Đại Hàn đế quốc
- Đại Hàn đế quốc Hoàng thái tử phi (大韓帝国皇太子妃; 1906 - 20 tháng 7, năm 1907)
- Đại Hàn đế quốc Hoàng hậu (大韓帝国皇后; 20 tháng 7, năm 1907 - 24 tháng 4, năm 1926)

Nhật Bản
- Xương Đức cung Lý vương phi (昌德宮李王妃; 22 tháng 8, năm 1910 - 24 tháng 4, năm 1926)
- Xương Đức cung Lý vương Đại phi (昌德宮李王大妃; 24 tháng 4, năm 1926 - 3 tháng 5, năm 1947)